# Jozo Vasilj
Fra Jozo Vasilj (Međugorje, 1943. – Humac, 16. rujna 2007.), hrvatski hercegovački katolički svećenik, franjevac, misionar. Član Hercegovačke franjevačke provincije Uznesenja BDM. Bio je provincijal, odgojitelj novaka i sveučilišni profesor.

## Životopis
Rodio se u župi Međugorje 1943. godine. U Međugorju išao u pučku školu. U Čitluku pohađao osmoljetku. U Zadru počeo gimnazijsko školovanje na humanističkoj gimnaziji ‘Ruđer Bošković’ u Dubrovniku ispitom zrelosti god. 1962. Iste je godine pristupio franjevcima. Na Humcu je obukao habit. 
Odsluživši obvezni vojni rok, nastavio je studirati filozofiju i teologiju u Visokom, Sarajevu i Schwazu (Austrija). 1969. se godine zaredio za svećenika. Zatim je bio kapelan u Čapljini. Od 1973. studirao sociologiju na Papinskom sveučilištu Gregoriana u Rimu. Doktorirao je 1980. godine. U Zagrebu je predavao na KBF-u i na isusovačkom učilištu.
U bivšoj državi obnašao je mnoge službe među redovničkim zajednicama. 1988. je godine izabran za provincijala hercegovačkih franjevaca. Već sljedeće godine je u Africi, gdje je predavao gotovo sve teološke predmete te pripojio franjevački skolastikat “Ivana XIII.” papinskom sveučilištu Antonianumu u Rimu. 
Dugogodišnji je rektor franjevačke bogoslovije u Kongu. Obnašao je službu provincijskog vikara i provincijala u provinciji sv. Benedikta Afričkog. Živio je i radio u vrlo nemirnom području bivše Katange, na granici prema Ruandi i Burundiju, gdje se bio veliki genocid. Požrtvovan i odvažan, svojom je pojavom znao razoružati tolike drumske razbojnike. Kao poglavar često je izložio svoj život, da bi spasio braću fratre i ljude od afričke plemenske mržnje i osvete. 
Godine 2001. vratio se iz Afrike iz misije. Od 2002. je u Mostaru, gdje je profesorom na mostarskom Hrvatskom sveučilištu. U Mostaru u isto vrijeme je župni vikar u župi sv. Petra i Pavla. Predavao je na Katehetsko-teološkom institutu pri mostarskom Hrvatskom sveučilištu. Na Humcu je od srpnja 2005. odgojitelj franjevačkih novaka. Obnašajući tu službu umro je 16. rujna 2007. u franjevačkom samostanu na Humcu. Pokopan je na Humcu 18. rujna 2007. godine.
Dana, 15. rujna 2018. o 11. obljetnici njegove smrti otkrivena je spomen-ploča na zidu njegove rodne kuće, a dali su je postaviti franjevci i fra Jozina obitelj, a izradio ju je klesar Mile Marić iz Čitluka.
Obnašao je službe župnog vikara, tajnika KVRP, člana Tajništva KVRPJ, upravitelja kuće na Jablanovcu, profesora na KBF-u, profesora na FTI DI u Zagrebu, provincijala Herc. franj. provincije, profesora i odgojitelja u Kongu, rektora Franjevačkog skolastikata u Kongu, provincijala provincije sv. Benedikta Afričkog, profesora na Sveučilištu u Mostaru, vizitatora provincije sv. Ćirila i Metoda u Zagrebu, člana Povjerenstva za pripremu kauze mučenika, člana Vijeća za odgoj i obrazovanje, člana Povjerenstva za pokretanje stručnog časopisa, zamjenika gl. i odg. urednika Hercegovine franciscane. U misijama u Africi bio je 12 godina. 
Umro je kao aktualni meštar novaka na Humcu.

## Vanjske poveznice
Mrežna mjesta
- Šimun Musa, Fra Jozo Vasilj – graditelj dobra, Hum 11-12/2014.